# Futebol Clube Infesta
Maillots
Le Futebol Clube Infesta est un club portugais de football basé à São Mamede de Infesta.
Le club évolue à 20 reprises en troisième division portugaise, entre 1989 et 2009.

## Historique du club
- 1934 : fondation du club
- 1989 : montée en troisième division
- 2009 : relégation en quatrième division

## Anciens joueurs
- Romeu Almeida (international portugais)
- Bruno Fernandes (international portugais)